# No Name
No Name fue un grupo musical formado el 19 de noviembre de 2003 en la ciudad montenegrina de Podgorica.
Su primera incursión frente a un gran público tuvo lugar en 2004, en el festival Suncane Skale en Herceg Novi donde obtuvieron el segundo trofeo a la mejor banda revelación con el tema "For You And Me". Después de eso, conseguirían actuar en varias localidades de Montenegro, siendo la más importante la realizada el 12 de agosto del mismo año. 
A comienzos del año 2005 se inscribieron en el festival "Montevizja", por lo que los primeros meses los pasarían preparándose para dicho certamen. Aun así, participaron en el festival Montefon donde obtuvieron el galardón al grupo revelación del año.
Su suerte seguiría, consiguiendo la victoria el 2 de marzo en el "Montevizja" y, unos días más tarde, en la preselección a nivel nacional (junto a artistas serbios) conseguirían el pasaporte para representar a la federación en el Festival de la Canción de Eurovisión a celebrar en Kiev.
Su tema "Zauvijek Moja" ("Mía Para Siempre") les haría alcanzar la séptima posición en la gran final, asegurando la participación de su país en la edición de 2006.
Los compositores de dicho tema fueron Slaven Knezović y Milan Perić´.

## Miembros del Grupo
- Daniel Alibabić (vocalista) nacido el 8 de mayo de 1986 en Podgorica. Ha participado en diversos festivales infantiles, consiguiendo el primer premio a la mejor interpretación en el festival "Nasa Radost" celebrado en su localidad natal.
- Marko Prentić (guitarrista y vocalista) nacido el 13 de junio de 1986 en Podgorica. Participante en varios festivales de guitarra infantiles, ha tenido más fortuna en competiciones de baile moderno, consiguiendo el título a nivel nacional en cinco ocasiones.
- Marko Perić (bajista y líder de la banda) nacido el 19 de julio de 1985 en la misma localidad que sus dos compañeros. Es hijo de uno de los compositores de su tema eurovisivo.
- Bojan Jovović (teclados) nacido el 27 de abril de 1985 en la capital de Montenegro. Aparte de los teclados, toca el acordeón, instrumento con el que ha participado en varios festivales a nivel nacional.
- Branko Nedović (teclados) nacido el 24 de abril de 1985. Al igual que Bojan ha recibido una sólida formación en acordeón y teclados.
- Y, por último, Dragoljub Purlija (percusionista) nacido el 16 de octubre de 1985 en Bar. Actualmente[¿cuándo?] cursa estudios de percusión en Austria.